# Kayes
Kayes je město v Mali, hlavní město regionu Kayes. Leží v západní části země na řece Senegal 420 kilometrů severozápadně od Bamaka, hlavního města země, v nadmořské výšce 33 m n. m. V roce 2009 zde žilo 127 368 obyvatel. 
Založeno bylo v 80. letech 19. století. V letech 1892 až 1908 bylo město hlavním městem Francouzského Súdánu. Město se nachází 96 kilometrů od hranice se Senegalem. Leží zde Letiště Kayes. Město má rovněž železnici, po které se lze dostat do Bamaka. Okolí města je bohaté na drahé kovy, jmenovitě zlato a železo. Leží v oblasti s teplým semiaridním podnebím, jež je ovliněno monzuny. 